# 208-я ночная бомбардировочная авиационная дивизия
208-я ночная бомбардировочная авиационная Киевская Краснознамённая дивизия — авиационное воинское соединение Вооружённых сил СССР в Великой Отечественной войне.

## История наименований дивизии
- ВВС 3-й армии;
- 208-я авиационная дивизия;
- 208-я смешанная авиационная дивизия;
- 208-я ночная бомбардировочная авиационная дивизия;
- 208-я ночная ближне-бомбардировочная авиационная дивизия;
- 208-я ночная ближнебомбардировочная авиационная дивизия;
- 208-я ночная бомбардировочная авиационная Киевская дивизия;
- 208-я ночная бомбардировочная авиационная Киевская Краснознамённая дивизия.

## История дивизии

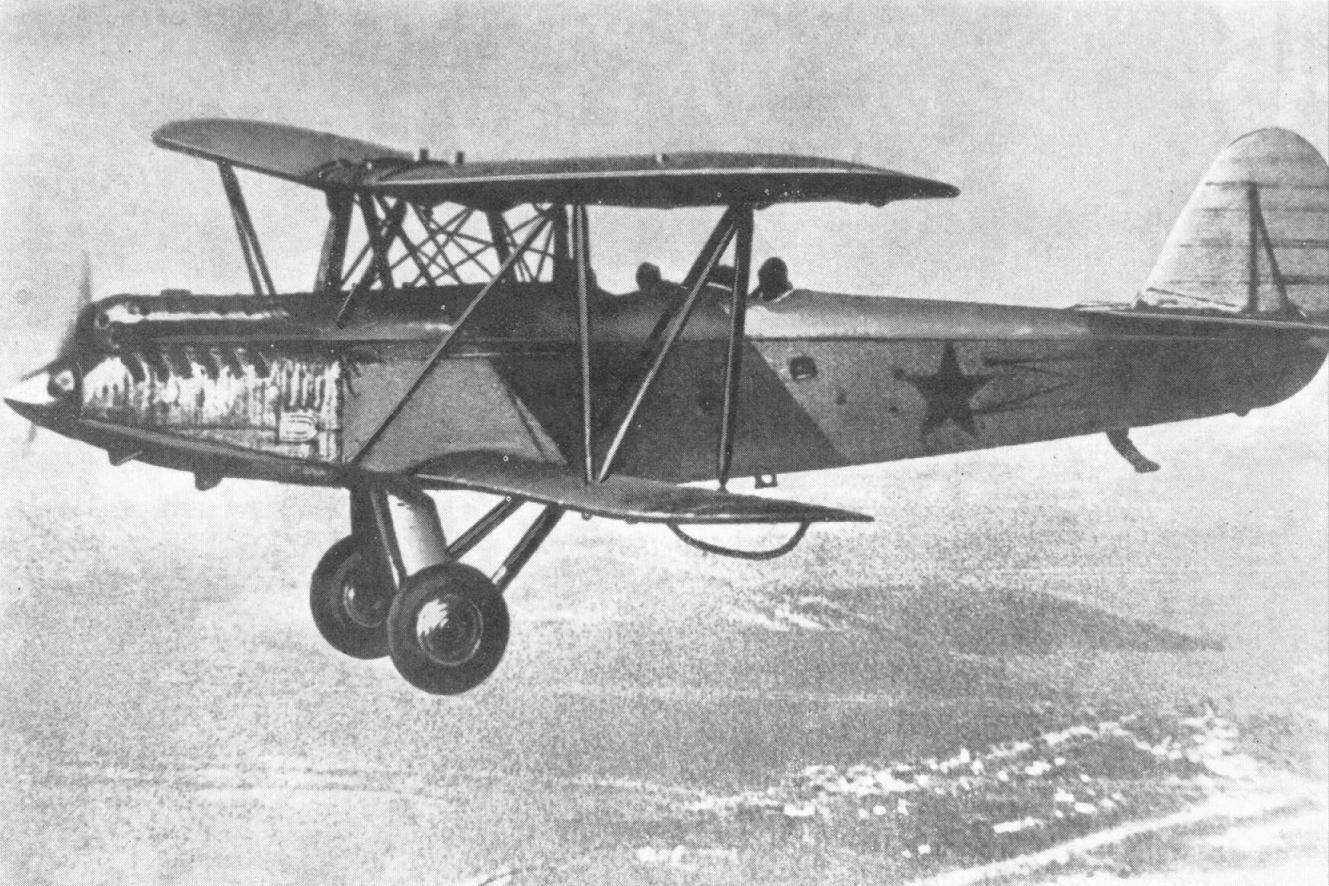
Самолёт Р-5 стоял на вооружении полков дивизии на протяжении всего периода боевых действий.

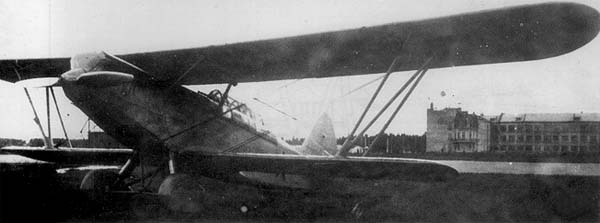
Самолёт Р-Z стоял на вооружении полков дивизии на протяжении всего периода боевых действий.

208-я ночная бомбардировочная авиационная дивизия создана 18 мая 1942 года преобразованием 208-й смешанной авиационной дивизии на основании Приказа НКО. На момент переформирования дивизия поддерживала войска Брянского фронта. Части дивизии наносили бомбовые удары по аэродромам противника в Брянске, Орле, Курске, Харькове, железнодорожному узлу Думченко, железнодорожному мосту у Семилуки. В ходе Сталинградской битвы дивизия в составе 2-й воздушной армии принимала участие в контрнаступлении и разгроме окружённой под Сталинградом группировки противника.
К 1 сентября 1942 г. части дивизии произвели более 9,2 тыс. самолёто-вылетов и сбросили на противника около 113 тыс. бомб различных калибров с общим весом более 2,5 тыс. т. Наиболее интенсивно вёл боевые действия дивизия вела в сентябре — октябре 1942 г. В это время одной из важнейших задач дивизии являлось нарушение железнодорожных перевозок противника в полосе Воронежского фронта на участках Семилуки — Касторное, Острогожск — Валуйки.
С июля 1943 года дивизия в составе 2-й воздушной армии принимала участие в Курской битве, в контрнаступлении Воронежского фронта на белгородском направлении. В дальнейшем дивизия принимала участие в наступлении на киевском направлении и освобождении городов Зеньков, Пирятин и Киев. Закончила свой боевой путь дивизия в составе 2-й воздушной армии в Пражской операции.

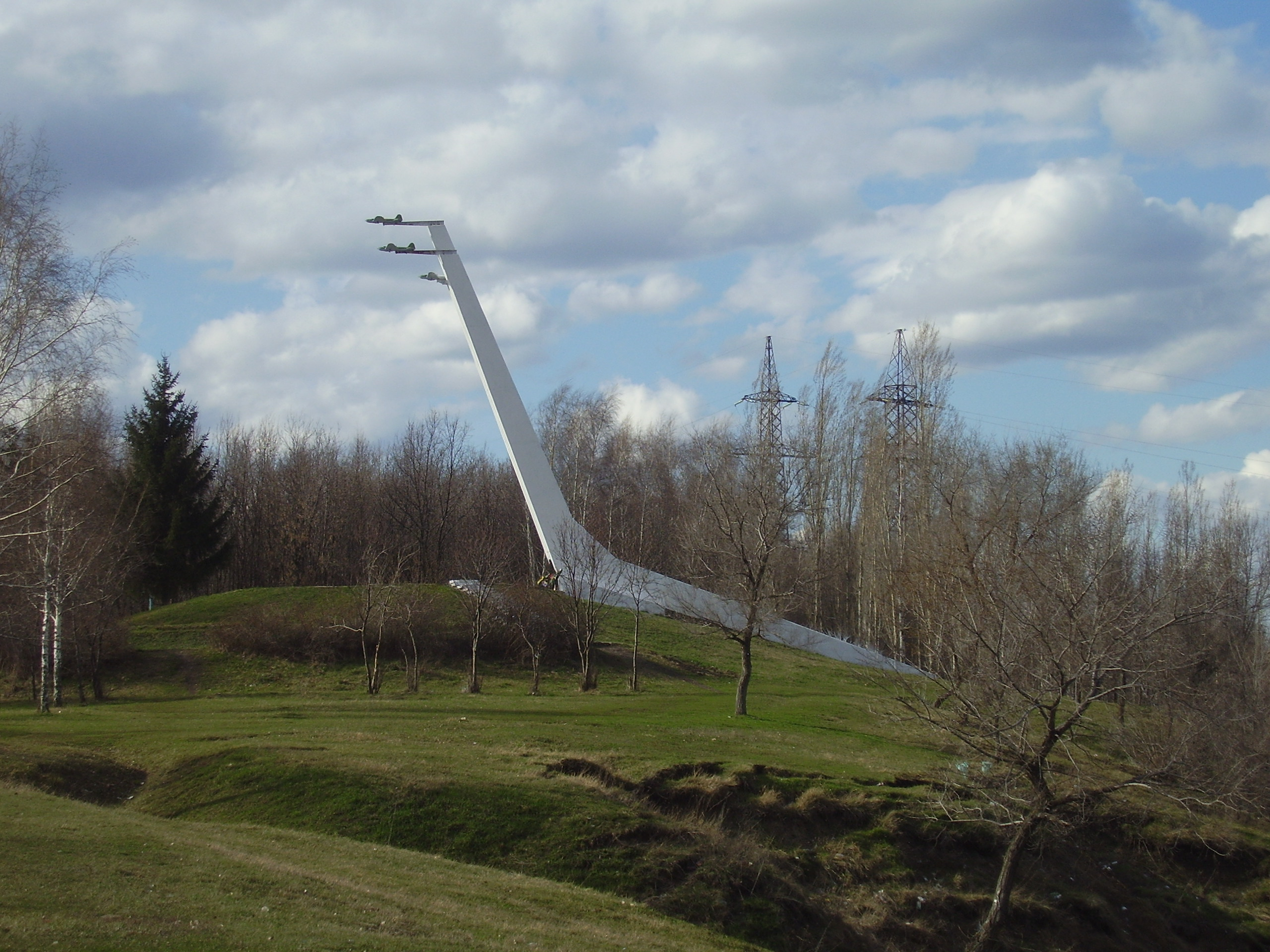
Памятник Советским лётчикам в парке города Семилуки, Воронежская область

Дивизия принимала участие в важнейших операциях и битвах Великой Отечественной войны:
- Воронежско-Ворошиловградская операция — с 28 июня 1942 года по 24 июля 1942 года.
- Сталинградская битва — с 17 июля 1942 года по 2 февраля 1943 года.
- Среднедонская операция — с 16 декабря 1942 года по 30 декабря 1942 года.
- Острогожско-Россошанская операция — с 13 января 1943 года по 27 января 1943 года.
- Воронежско-Касторненская операция — с 24 января 1943 года по 2 февраля 1943 года.
- Харьковская операция — с 2 февраля 1943 года по 25 марта 1943 года.
- Курская битва — с 5 июля 1943 года по 12 июля 1943 года.
- Белгородско-Харьковская операция — с 3 августа 1943 года по 23 августа 1943 года.
- Битва за Днепр — с 23 сентября 1943 года по 13 ноября 1943 года.
- Киевская наступательная операция — с 3 ноября 1943 года по 22 декабря 1943 года.
- Житомирско-Бердичевская операция — с 24 декабря 1943 года по 14 января 1944 года.
- Корсунь-Шевченковская операция — с 24 января 1944 года по 17 февраля 1944 года.
- Ровно-Луцкая операция — с 27 января 1944 года по 11 февраля 1944 года.
- Проскуровско-Черновицкая наступательная операция — с 4 марта 1944 года по 17 апреля 1944 года.
- Львовско-Сандомирская операция — с 13 июля 1944 года по 29 августа 1944 года.
- Восточно-Карпатская операция — с 8 сентября 1944 года по 28 октября 1944 года.
- Карпатско-Дуклинская операция — с 8 сентября 1944 года по 28 октября 1944 года.
- Висло-Одерская операция — с 12 января 1945 года по 3 февраля 1945 года.
- Сандомирско-Силезская операция — с 12 января 1945 года по 3 февраля 1945 года.
- Нижне-Силезская операция — с 8 февраля 1945 года по 24 февраля 1945 года.
- Осада Бреслау — с 23 февраля 1945 года по 6 мая 1945 года.
- Верхне-Силезская операция — с 15 марта 1945 года по 31 марта 1945 года.
- Берлинская операция — с 16 апреля 1945 года по 8 мая 1945 года.
- Пражская операция — с 6 мая 1945 года по 11 мая 1945 года.

За успешное выполнение заданий командования при проведении Киевской наступательной операции 6 ноября 1943 года дивизии Приказом ВГК присвоено почётное наименование «Киевская» и Указом Президиума Верховного Совета СССР она награждена орденом «Боевого Красного Знамени». Дивизия 35 раз отмечалась приказами Верховного Главнокомандования.
В составе действующей армии дивизия находилась без перерыва с 18 мая 1942 года по 11 мая 1945 года.
После окончания войны в июне 1946 года в связи с сокращением Вооружённых Сил дивизия была расформирована.

## Командиры дивизии
| Звание                  | Имя                         | Период                  | Примечание |
| ----------------------- | --------------------------- | ----------------------- | ---------- |
| подполковник, полковник | Котляр Феодосий Порфирьевич | 18.05.1942 — 26.05.1943 |            |
| полковник               | Юзеев Леонид Николаевич     | 27.05.1943 — 06.1946    |            |

## В составе соединений и объединений
| Дата          | Фронт (округ)            | Армия               | Примечания     |
| ------------- | ------------------------ | ------------------- | -------------- |
| 18.05.1942 г. | Брянский фронт           | 2-я воздушная армия |                |
| 09.07.1942 г. | Воронежский фронт        | 2-я воздушная армия |                |
| 16.11.1942 г. | Юго-Западный фронт       | 2-я воздушная армия |                |
| 21.12.1942 г. | Воронежский фронт        | 2-я воздушная армия |                |
| 20.10.1943 г. | 1-й Украинский фронт     | 2-я воздушная армия |                |
| 11.05.1945 г. | 1-й Украинский фронт     | 2-я воздушная армия |                |
| 07.06.1945 г. | Центральная группа войск | 2-я воздушная армия |                |
| 27.06.1946 г. | Центральная группа войск | 2-я воздушная армия | расформирована |

## Состав дивизии
| Части                                          | Период                  | Примечание                              |
| ---------------------------------------------- | ----------------------- | --------------------------------------- |
| 620-й ночной бомбардировочный авиационный полк | 18.05.1942 — 20.03.1944 | Р-5 и Р-зет, убыл в ВВС Харьковского ВО |
| 646-й ночной бомбардировочный авиационный полк | 18.05.1942 — 27.06.1946 | Р-5 и Р-зет                             |
| 719-й ночной бомбардировочный авиационный полк | 18.05.1942 — 18.09.1944 | Р-5 и Р-зет                             |
| 331-й отдельная авиационная эскадрилья         | 18.05.1942 — 18.05.1942 | СБ                                      |
| 715-й ночной бомбардировочный авиационный полк | 22.06.1942 — 10.05.1944 | По-2 переформирован в 715-й шап         |
| 997-й ночной бомбардировочный авиационный полк | 08.02.1942 — 16.04.1943 |                                         |
| 734-й ночной бомбардировочный авиационный полк | 22.06.1942 — 01.11.1942 | По-2 передан в 262-ю нбад               |
| 887-й ночной бомбардировочный авиационный полк | 14.01.1944 — 27.06.1946 |                                         |
| 690-й ночной бомбардировочный авиационный полк | 17.01.1944 — 27.06.1946 |                                         |
| 597-й ночной бомбардировочный авиационный полк | 21.07.1944 — 27.06.1946 |                                         |

## Благодарности Верховного Главнокомандующего
Воинам 208-й ночной бомбардировочной авиадивизии объявлены благодарности Верховного Главнокомандующего:
- За отличие в боях при освобождении города Киев – крупнейшего промышленного центра и важнейшего стратегического узла обороны немцев на правом берегу Днепра[4].

## Награды и почётные наименования

### Почётные наименования
- 208-й ночной бомбардировочной авиационной дивизии присвоено почётное наименование «Киевская»[4]
- 646-му ночному ближнебомбардировочному авиационному полку присвоено почётное наименование «Каменец-Подольский»[13].
- 690-му ночному бомбардировочному авиационному полку присвоено почётное наименование «Черновицкий»[14].
- 887-му ночному ближнебомбардировочному авиационному полку присвоено почётное наименование «Висленский»[15].
- 715-му ночному бомбардировочному авиационному полку присвоено почётное наименование «Галацкий»[16].
- 719-му ночному бомбардировочному авиационному полку присвоено почётное наименование «Галацкий»[16].

### Награды
- 208-я ночная бомбардировочная авиационная Киевская дивизия Указом Президиума Верховного Совета СССР награждена орденом «Боевого Красного Знамени».
- 690-й ночной бомбардировочный авиационный полк Указом Президиума Верховного Совета СССР награждён орденом «Кутузова III степени».
- 690-й ночной бомбардировочный авиационный полк Указом Президиума Верховного Совета СССР награждён орденом «Александра Невского».
- 887-й ночной бомбардировочный авиационный полк Указом Президиума Верховного Совета СССР награждён орденом «Александра Невского».
- 597-й ночной бомбардировочный авиационный Черновицкий полк Указом Президиума Верховного Совета СССР награждён орденом «Александра Невского».
- 597-й ночной бомбардировочный авиационный Черновицкий полк Указом Президиума Верховного Совета СССР награждён орденом «Кутузова III степени».